# Madárpillangók
A madárpillangók (Troidini) a rovarok (Insecta) osztályának a lepkék (Lepidoptera) rendjéhez, ezen belül a pillangófélék (Papilionidae) családjához tartozó nemzetség (tribus).

## Rendszerezés
A nemzetségbe az alábbi nemek tartoznak:
- Battus
- Parides
- Troides
- Euryades
- Cressida
- Atrophaneura
- Ornithoptera
- Trogonoptera